# بيوتر يانوفسكي
بيوتر يانوفسكي (بالإنجليزية: Piotr Janowski)‏ هو عازف كمان أمريكي، ولد في 5 فبراير 1951 في غروجونتس في بولندا، وتوفي في 6 ديسمبر 2008 في لندن في المملكة المتحدة.

## وصلات خارجية
- بيوتر يانوفسكي على موقع ميوزك برينز (الإنجليزية)